# Tjumen
Tjumen (russisch Тюмень; Ausspracheⓘ) ist die Hauptstadt der gleichnamigen russischen Oblast in Westsibirien. 2019 hatte sie 788.666 Einwohner (Volkszählungsdaten) und liegt am Fluss Tura, der flussabwärts in den Tobol mündet. Die Stadt ist etwa 1700 Kilometer Luftlinie von Moskau entfernt.

## Geschichte

### Von der Gründung bis zum 19. Jahrhundert
Tjumen ist eine der ältesten russischen Ansiedlungen in Sibirien. Es wurde bereits 1586 durch einen Verband der Strelitzen als Fort an der Mündung der Flüsse Tjumenka und Tura zum Schutz gegen die kasachischen Steppennomaden gegründet und lag damals in der Nähe der alten Hauptstadt Tschingi-Tura des kurz vorher von den Kosaken eroberten Khanats Sibir. Der Name Tjumen ist die russische Übernahme des mongolischen Begriffs Tümen für „10.000“ und bezeichnete ursprünglich wohl die ganze Region.
Seit dem 17. Jahrhundert war Tjumen ein wichtiger Transitpunkt auf dem Handelsweg von Sibirien nach China. Tjumen wurde Handelszentrum und bedeutendes Handwerkerzentrum mit Schmieden, Glockengießereien, Lederverarbeitung und Seifenproduktion. Seit 1709 gehörte Tjumen zum Sibirischen Gouvernement. 1782 erhielt Tjumen die Stadtrechte und wurde 1796 Verwaltungszentrum eines Ujesds im Gouvernement Tobolsk.
Mit dem Bau des ersten Schiffes in Sibirien 1838 begann in Tjumen die Flussschifffahrt, auch wurde eine Bahnlinie nach Jekaterinburg gebaut. Tjumen wurde zum Zentrum für Schiffbau, Holzverarbeitung und Fischfang, auch die Teppichproduktion war stark entwickelt. Jährlich fand hier einer der größten Sommerjahrmärkte in Sibirien statt. Im 19. Jahrhundert wurde Tjumen zur Zwischenstation für Umsiedler und Verbannte, hier wurden sie registriert und an ihre endgültigen Wohnorte in Sibirien verteilt.

### Vom 20. Jahrhundert bis heute
Während des Zweiten Weltkriegs wurde der einbalsamierte Körper Lenins aus dem Moskauer Lenin-Mausoleum nach Tjumen gebracht. Am 14. August 1944 wurde die Stadt Zentrum einer neugebildeten, gleichnamigen Oblast.
In Tjumen bestand das Kriegsgefangenenlager 93 für deutsche Kriegsgefangene des Zweiten Weltkriegs.
Während der Zeit der Sowjetunion stieg die Einwohnerzahl Tjumens massiv an, von weniger als 80.000 im Jahr 1939 bis auf über 475.000 im Jahr 1989. Dieser Trend setzte sich − im Gegensatz zu vielen anderen Städten Russlands – nach dem Zerfall der Sowjetunion unvermindert fort.

### Bevölkerungsentwicklung
| Jahr | Einwohner |
| ---- | --------- |
| 1897 | 29.544    |
| 1939 | 79.205    |
| 1959 | 150.195   |
| 1970 | 268.526   |
| 1979 | 358.992   |
| 1989 | 476.869   |
| 2002 | 510.719   |
| 2010 | 581.907   |
| 2019 | 788.666   |
| 2021 | 847.488   |

Anmerkung: Volkszählungsdaten

Bildergalerie
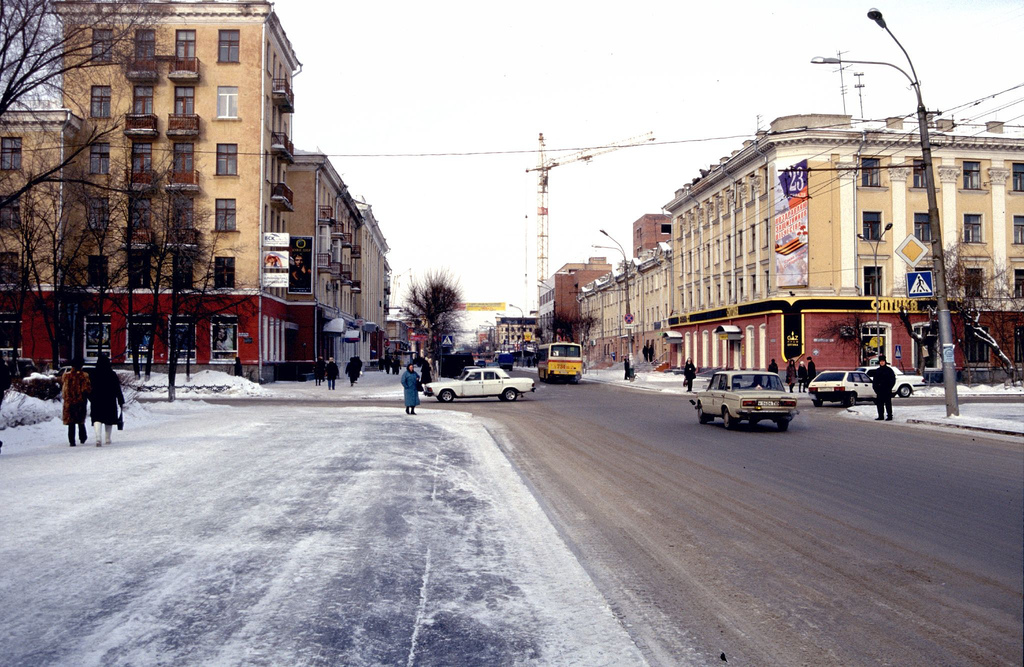
In der Innenstadt, 2003
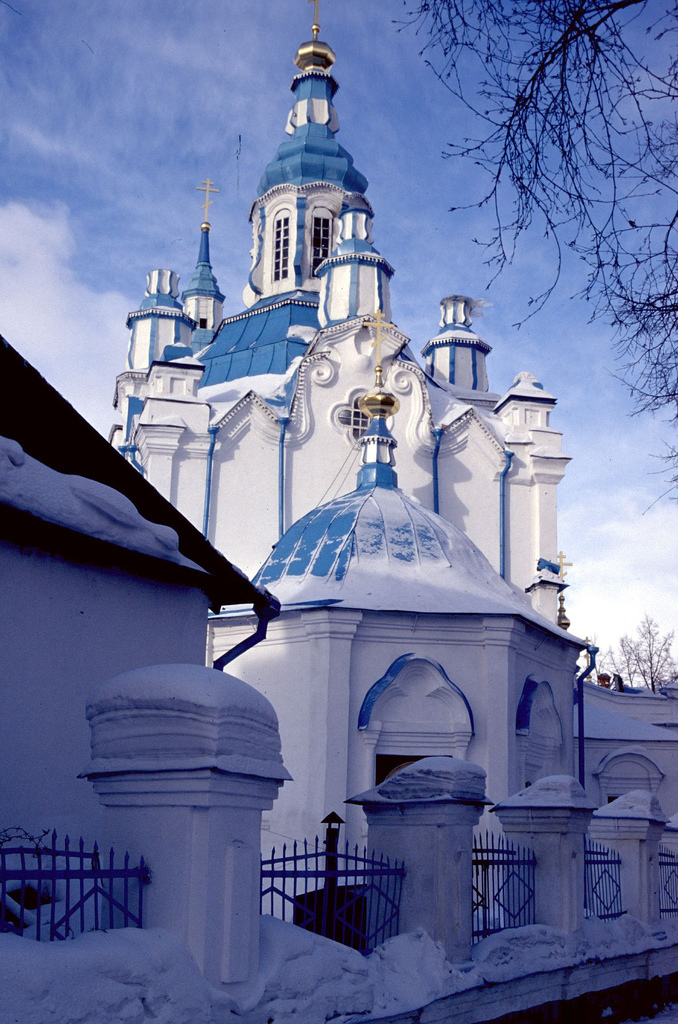
Snamenski-Kathedrale
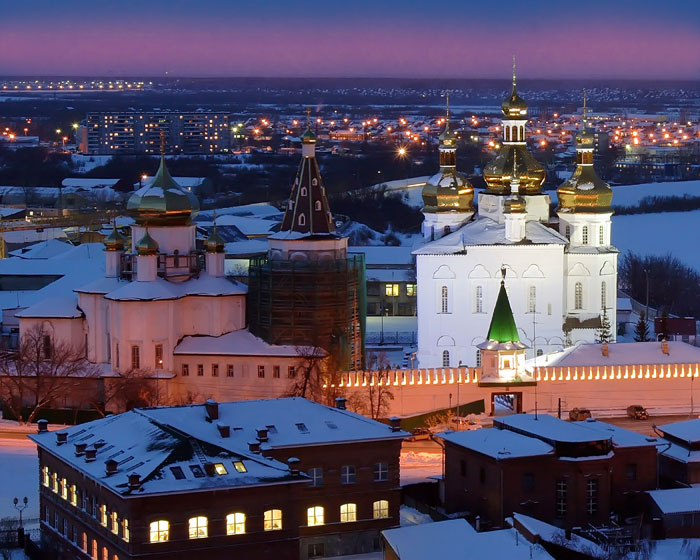
Dreifaltigkeitskloster

## Symbolik
In der Flagge und im Wappen ist ein Doschtschanik, ein flaches Boot, abgebildet.

### Das Wappen von Tjumen
Die erste Erwähnung des Wappens der Stadt Tjumen stammt aus dem Jahr 1635. Es stellt einen Fuchs und einen Biber dar. In der Publikation von 1900 „Wappen der Städte, Provinzen, Regionen und Orte des Russischen Reiches, eingetragen in der vollständigen Gesetzessammlung von 1649 bis 1900“ wurde folgende Beschreibung des Wappens veröffentlicht: Der obere Teil enthält die Symbole der Tobolsker Vizekönigschaft: eine „goldene Pyramide mit militärischer Armatur, mit roten Bannern, Trommeln und Hellebarden“ auf blauem (1587) und azurfarbenem (1729) Hintergrund. Unten ist „ein silberner Fluss in einem blauen Feld, auf dem ein Boot mit goldenen Masten schwimmt: als Zeichen für den Beginn der Schifffahrt auf allen Flüssen Sibiriens von dieser Stadt aus“.
Das Wappen von Tjumen in seiner heutigen Form wurde 1785 geschaffen. Er tauchte 1993 als Symbol der Stadt wieder auf. Die offiziellen Symbole der Stadt Tjumen, ihr Wappen und ihre Flagge sowie die Reihenfolge ihrer Verwendung wurden durch einen Beschluss der Tjumener Stadtduma vom 28. April 2005 genehmigt und anschließend vom Wappenrat beim Präsidenten der Russischen Föderation gebilligt und in das staatliche Wappenregister der Russischen Föderation aufgenommen.
Das moderne offizielle Wappen von Tjumen zeigt ein goldenes Segelschiff (doschanik) mit einem Mast ohne Segel, einem Ruder und einer Wetterfahne mit zwei Sensen; eine befindet sich am Mast, die andere am Bug des Schiffes, in einem azurblauen Feld auf einem silbernen, gesenkten wellenförmigen Gürtel. Der Schild wird von einer goldenen Turmkrone mit fünf Zacken gekrönt, die durch einen goldenen Lorbeerkranz am unteren Ende ergänzt wird.
Der Schild wird von einem schwarzen Biber und einem Fuchs mit silbernen Augen und Reißzähnen gehalten, die auf einer goldenen Trophäe stehen, die aus Hellebarden, Bannern und Trommeln besteht und in deren Mitte sich ein runder Schild befindet. Der Leitspruch „Von dieser Stadt beginnt“ ist in Silber auf einem azurblauen Band eingraviert.
Das Wappen gibt es in drei Versionen mit demselben rechtlichen und repräsentativen Status: ein Vollwappen, ein mittleres Wappen (mit Krone) und ein kleines Wappen.

### Die Flagge von Tjumen
Die Flagge ist ein rechteckiges Tuch mit einem Verhältnis von Höhe zu Länge von 2:3. Es besteht aus drei horizontalen Streifen in Blau (oben), Weiß (Mitte) und Blau. Der obere blaue Streifen am Steven zeigt eine Figur aus dem Wappen von Tjumen – ein Schiff von gelber Farbe mit einem Mast ohne Segel, einem Ruder und zwei Wetterfahnen am Mast und am Bug.
Im Gegensatz zu vielen anderen Oblast- und Rayonhauptstädten, von deren Symbolik zumindest einige Elemente auch in die Symbolik des jeweiligen Oblasts oder Rayons übernommen wurden, unterscheiden sich Flagge und Wappen des Oblasts Tjumen komplett von denen der Stadt Tjumen.

## Klima

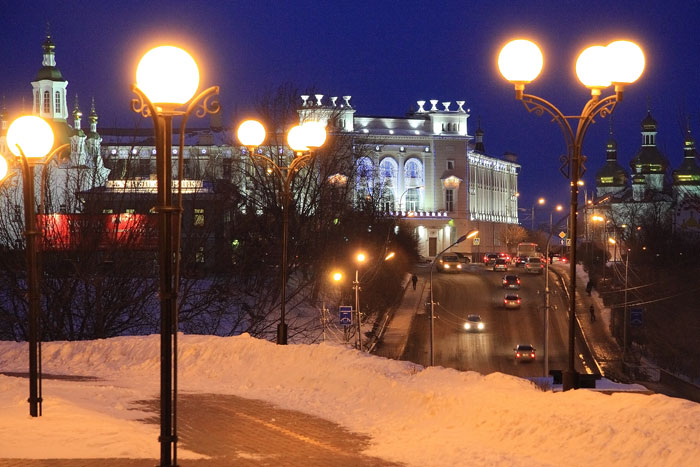
Winterliches Tjumen

In Tjumen herrscht Kontinentalklima. Charakteristisch sind schnelle Temperaturänderungen. Die mittlere Temperatur beträgt im Januar −17 °С und im Juli +18 °С. Die niedrigste Temperatur im Winter beträgt −50 °C, die höchste Temperatur im Sommer beträgt 38 °С.
|                       | Jan   | Feb   | Mär   | Apr  | Mai  | Jun  | Jul  | Aug  | Sep  | Okt  | Nov   | Dez   |   |      |
| Mittl. Tagesmax. (°C) | −12,4 | −9,4  | −0,5  | 9,2  | 16,6 | 22,2 | 24,1 | 20,7 | 14,9 | 5,4  | −3,3  | −9,4  | ⌀ | 6,6  |
| Mittl. Tagesmin. (°C) | −21,7 | −20,0 | −11,4 | −1,3 | 4,4  | 10,3 | 13,3 | 10,4 | 5,1  | −2,2 | −10,7 | −17,6 | ⌀ | −3,4 |
|                       |       |       |       |      |      |      |      |      |      |      |       |       |   |      |
| Niederschlag (mm)     | 24    | 17    | 15    | 27   | 39   | 62   | 85   | 58   | 49   | 39   | 32    | 24    | Σ | 471  |
|                       |       |       |       |      |      |      |      |      |      |      |       |       |   |      |
| Regentage (d)         | 7     | 5     | 4     | 6    | 7    | 9    | 9    | 10   | 9    | 9    | 8     | 6     | Σ | 89   |

| −21,7 |

| −20,0 |

| −11,4 |

| −1,3 |

| 4,4 |

| 10,3 |

| 13,3 |

| 10,4 |

| 5,1 |

| −2,2 |

| −10,7 |

| −17,6 |

| −21,7 |

| −20,0 |

| −11,4 |

| −1,3 |

| 4,4 |

| 10,3 |

| 13,3 |

| 10,4 |

| 5,1 |

| −2,2 |

| −10,7 |

| −17,6 |

## Wirtschaft und Bildung

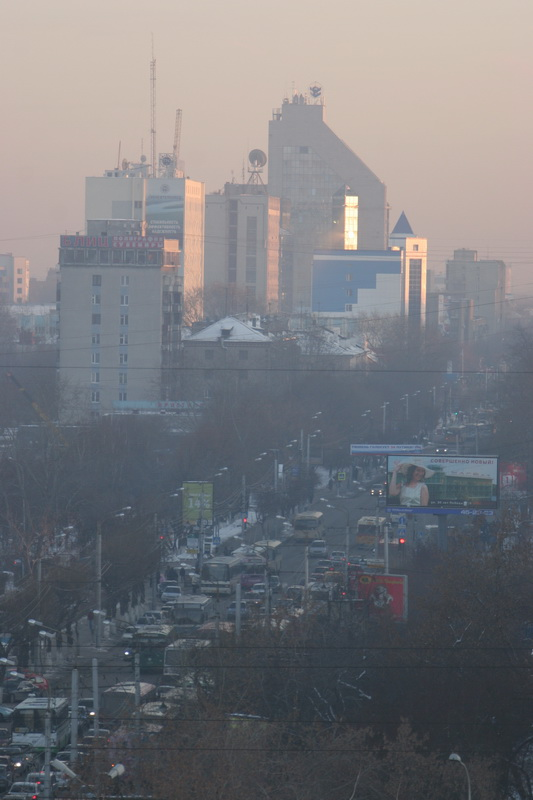
Bürogebäude in Tjumen

Die wichtigsten Wirtschaftszweige sind der Schiffs- und Maschinenbau, außerdem die Herstellung von Fleischprodukten und die chemische Industrie. In dem Flughafen Tjumen unterhält die Fluggesellschaft Utair Aviation ihren Hauptsitz. Auch die deutsche Firma Schwank, Marktführer für Hallenheizung, unterhält dort ihre Tochtergesellschaft, SibSchwank, die im russischen Markt Marktanteile von ca. 25 % hält.
Tjumen ist außerdem Sitz mehrerer Universitäten und Hochschulen. Dazu gehören etwa die Staatliche Universität Tjumen, die Staatliche Universität für Architektur und Bauingenieurwesen Tjumen sowie weitere, kleinere Hochschulen. Bis 2016 soll in Tjumen eine moderne medizinische Hochschule mit dem Schwerpunkt Neurochirurgie entstehen.

## Verkehr
Tjumen liegt an der Hauptstrecke der Transsibirischen Eisenbahn. Darüber hinaus verfügt die Stadt über einen Flusshafen und (in Roschtschino) einen internationalen Flughafen.
Die 632 Kilometer lange R402 verbindet im Südteil des Westsibirischen Tieflands Tjumen mit Omsk. Gleichzeitig ist die Stadt Ausgangspunkt der M12 Wostok, die eine Verbindung über Jekaterinburg und Kasan nach Moskau darstellt, und der R404, die in nördlicher Richtung nach Chanty-Mansijsk führt.

## Sport
Der Eishockeyverein HK Rubin Tjumen nimmt am Spielbetrieb der zweithöchsten russischen Spielklasse teil und gewann deren Austragung 2011.
Außerdem wird die Stadt durch den Fußballverein FK Tjumen in der dritthöchsten russischen Liga vertreten. Der Verein gehört zu den Gründungsmitgliedern der Premjer-Liga und spielte in den 1990er Jahren erstklassig.
Im Volleyball wird Tjumen durch das Team vom VK Tjumen repräsentiert.
In den Jahren 2012 bis 2013 fand in Tjumen ein jährlich ausgetragenes Tennisturnier Siberia Cup statt.
Vom 22. bis 25. März 2018 findet der Biathlon-Weltcup im Wintersportzentrum Tjumen statt. Bereits in der Saison 2016/17 hätte ein Weltcup in Tjumen stattfinden sollen. Aufgrund des Doping-Skandals waren die russischen Organisatoren jedoch gezwungen, auf eine Austragung des Wettbewerbs in Sibirien zu verzichten. Stattdessen wurde der Wettbewerb nach Kontiolahti verlegt. Auch die Weltmeisterschaften, die 2021 in Tjumen stattfinden sollten, wurden Russland durch die IBU in Folge des Doping-Skandals wieder entzogen.

## Stadtgliederung

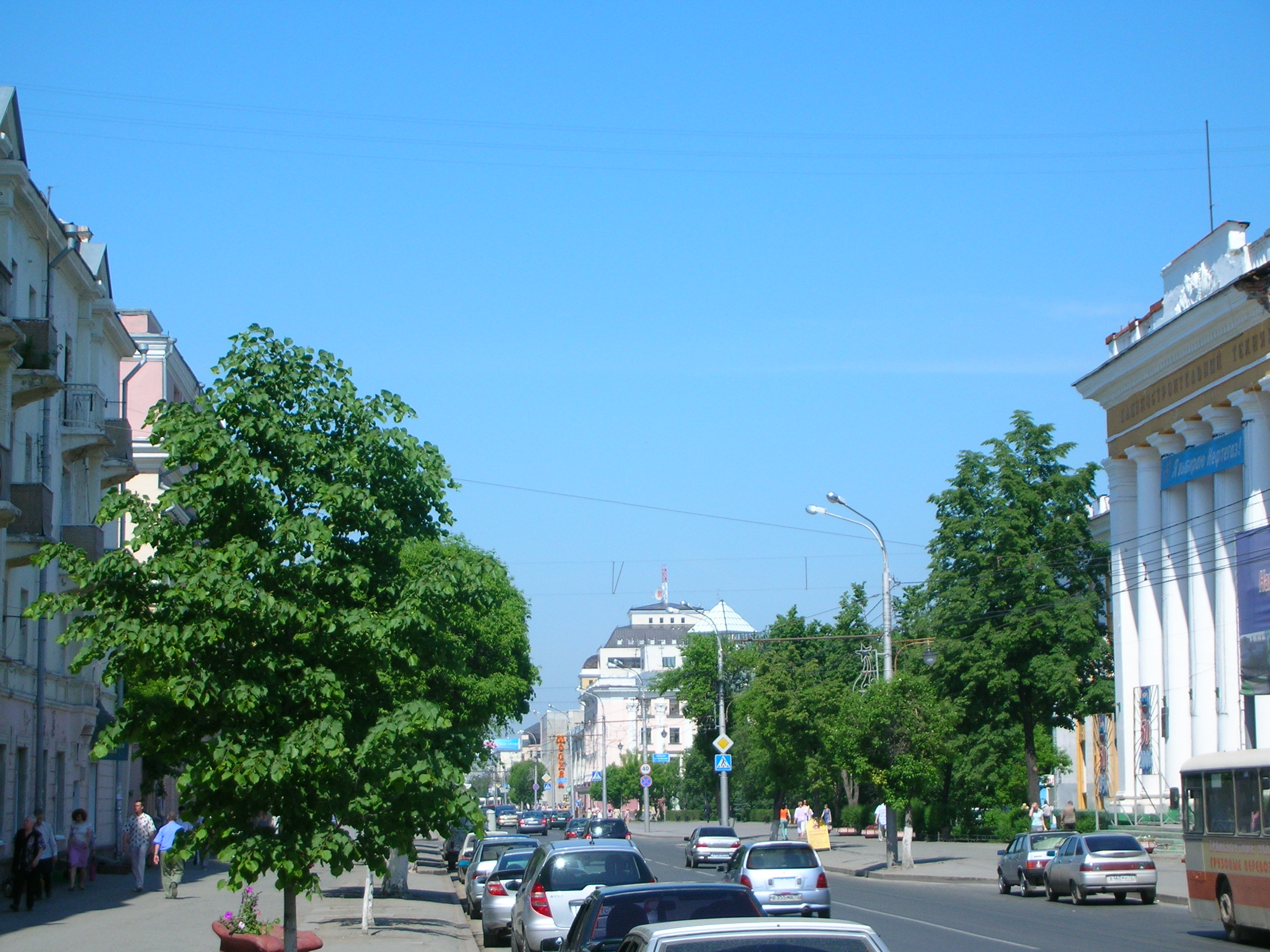
Stadtzentrum

Tjumen ist in vier Stadtbezirke (Stadtrajons) unterteilt:
- Kalininski (Kalinin-Rajon)
- Leninski (Lenin-Rajon)
- Zentralny (Zentralrajon)
- Wostotschny (Ostrajon; seit dem 21. März 2008, aus dem Leninski rajon ausgegliedert)

Im Jahr 2004 wurden die Orte Melioratorow, Mechanisatorow, Mys, Noworoschtschino, Trufanowa, Suchodolski und Parfenowski eingemeindet.

## Städtepartnerschaften
Tjumen listet folgende vier Partnerstädte auf:
| Stadt   | Land                | seit |
| ------- | ------------------- | ---- |
| Brest   | Belarus             | 1999 |
| Celle   | Deutschland         | 1994 |
| Daqing  | Volksrepublik China | 1993 |
| Houston | Vereinigte Staaten  | 1995 |

## Persönlichkeiten

### Söhne und Töchter der Stadt
- Iwan Slowzow (1844–1907), Forschungsreisender
- Anatoli Korolkewitsch (1901–1977), Theater- und Filmschauspieler
- Tamara Toumanova (1919–1996), russisch-US-amerikanische Balletttänzerin und Schauspielerin
- Leonid Wassiljew (1919–2002), General
- Juri Sujew (1932–2006), russisch-kasachischer Sinologe und Turkologe
- Wladimir Nak (1935–2010), Verkehrsbauarbeiter und Leiter von Jamaltransstroi
- Wladislaw Krapiwin (1938–2020), Kinderbuchautor
- Igor Pusanow (* 1947), Armeegeneral[10][11]
- Wladimir Tscheboksarow (* 1951), Ringer
- Pawel Wawilow (* 1962), Biathlet
- Grigori Sijatwinda (* 1970), Schauspieler
- Jewgeni Buschmanow (* 1971), Fußballspieler[12]
- Waleri Falkow (* 1978), Politiker
- Andrei Nikitenko (* 1979), Eishockeyspieler
- Anastasiya Kuzmina (* 1984), Biathletin und Olympiasiegerin
- Dmitri Schitikow (* 1986), Eishockeyspieler
- Iwan Lissutin (* 1987), Eishockeytorwart
- Anton Schipulin (* 1987), Biathlet
- Albert Sagidullin (* 1989), Eishockeyspieler
- Alexander Belomoin (* 1991), Eishockeyspieler
- Michail Grigorjew (* 1991), Eishockeyspieler
- Ilnur Alschin (* 1993), Fußballspieler
- Julija Kaplina (* 1993), Sportkletterin
- Tatjana Sorina (* 1994), Skilangläuferin
- Igor Ustinski (* 1994), Eishockeytorwart
- Andrei Wassilewski (* 1994), Eishockeytorwart
- Emma Drogunova (* 1995), deutsche Schauspielerin
- Iwan Jakimuschkin (* 1996), Skilangläufer
- Diana Klimowa (* 1996), Radsportlerin
- Daniil Juffa (* 1997), Schachspieler
- Pawel Schakuro (* 1997), Fußballspieler
- Artjom Minulin (* 1998), Eishockeyspieler
- Ilja Drosdezkich (* 1999), kuwaitisch-russischer Eishockeyspieler
- Danil Karpow (* 1999), Fußballspieler
- Pawel Maslow (* 2000), Fußballspieler
- Abdula Bagamajew (* 2004), Fußballspieler

### Sonstige
- Georg Wilhelm Steller (1709–1746), deutscher Naturforscher, starb hier 1746 auf seiner Rückreise von Sibirien nach Sankt Petersburg

## Sehenswürdigkeiten
Das Naturkundemuseum Tjumens ist als eines der wenigen weltweit im Besitz eines vollständig erhaltenen Mammutskeletts.